# 1998年冬季奥林匹克运动会蒙古代表团
1998年冬季奥林匹克运动会蒙古代表团派出来自2个不同项目的3名运动员参加了在日本的长野举办的1998年冬季奥林匹克运动会。